# ワセリン
ワセリンは、石油から得た炭化水素類の混合物を脱色して精製したもの。大部分は、分岐鎖を有するパラフィン（イソパラフィン）および脂環式炭化水素（シクロパラフィン、ナフテン）を含む。ワセリンという場合、一般的には白色ワセリン（英語: White Petrolatum）を指す事が多い。英語での一般名は petroleum jelly であるが、日常会話では、同種の軟膏は包括して vaseline と呼ばれることの方が多い。化粧品として、また、足の爪の真菌、性器の発疹（非性感染症）、鼻血、おむつかぶれ、風邪などの軟膏剤に使用される。

## 名称
Vaseline（ヴァセリン）はユニリーバの商標である。ただし、世界各地で一般名詞化されている。スペイン語圏やポルトガル語圏の国々でもvaselineは一般名詞であり、ユニリーバの商品はVasenolとして売られている。ドイツでは、ユニリーバ以外の製薬会社でもVaselineとして販売している。日本でもユニリーバの商標として登録されている（第5280546号）ものの、それ以前から日本薬局方に一般名称として記載されており、複数の医薬品会社から「白色ワセリン」が販売されている。
日本では日本薬局方において白色ワセリンは「石油から得た炭化水素類の混合物を脱色して精製したものである」と定義されている。

## 種類
鉱物油からの精製による純度は、黄色ワセリン、白色ワセリン、プロペト、サンホワイトの順に高くなる。医療用では白色ワセリン及びより高純度のものを用いている。眼軟膏には、夾雑物の少ない純度の高いものを用いる。

## 用途
ワセリンは、皮膚表面にパラフィンの膜を張り、角質層の水分蒸発を防ぐことで、皮膚の乾燥を防ぐ効果がある。加えて、外的刺激から皮膚を保護する働きがある。このことから、鎮痛・消炎・鎮痒の軟膏剤のような外用医薬品の基剤や、化粧クリームのような化粧品などの基剤として用いられる。また、潤滑剤や皮膚の保湿保護剤としても用いられる。
湿潤療法のために、使用されることがある。乾燥をきっかけとする皮膚病や、上からかぶせものをする前提で切り傷そのものからの出血を一時的に止めるためにも多用されている。
アメリカ合衆国では「切創、擦過傷、熱傷、ひび割れ、乾燥肌に使う」と製品ラベルに明記されている。
脂漏性皮膚炎では、ワセリンを使用すると悪化する。
石油原料で可燃性のため、シーツや髪などに付着したものに、タバコの火などが接触しないよう、炎を避け、また衣類や寝具を定期的に洗濯すること。
塑造用粘土の一種である、プラスティシンはワセリンをカルシウム塩、脂肪酸と合成して製造したパテ状のもので、クレイアニメ作品『ウォレスとグルミット』で使用されている。
ボクシングの試合にて、防護と傷保護の目的で塗布されることがある。

## 安全性
ワセリンの人体への影響・安全性に関しては、1800年台から研究がなされてきた。
総合的な結果としては、適切に精製がなされた純度が高いワセリンはアレルギー性が低く、酸化を防止し、微生物の増殖を防ぐことが明らかになっており、人体への安全性が高い。
しかしながら、低品質なワセリンにおいては多環芳香族炭化水素と呼ばれる発がん性物質が含まれていることがある。そのため、EUにおいてはワセリンの精製純度を保つために基準内の純度を下回る低品質なワセリンの販売を禁止しているが、日本においてはそういった基準は存在しない。

## 副作用
発赤、発疹、かゆみが発生したら、使用を止めること。プロペトの添付文書には接触皮膚炎と記載されている。